# Такер, Форрест
Форрест Такер (англ.  Forrest Tucker), полное имя Форрест Мередит Такер (англ. Forrest Meredith Tucker; 12 февраля 1919 года — 25 октября 1986 года) — американский актёр кино, театра и телевидения 1940—1980-х годов.
За время своей кинокарьеры Такер сыграл в таких памятных фильмах, как «Человек с Запада» (1940), «Хранитель пламени» (1942), «Никогда не говори прощай» (1946), «Пески Иводзимы» (1949), «Последний бандит» (1949), «Стукач» (1955), «Исчезающие американцы» (1955), «Снежный человек» (1957), «Тихое солнце» (1957), «Тётушка Мейм» (1958) и «Чизам» (1970).
Широкой американской публике Такер более всего известен по роли сержанта Моргана О’Рурка в популярном комедийном телесериале «Отряд Ф» (1965—1967).

## Ранние годы жизни и начало карьеры
Форрест Такер родился 12 февраля 1919 года в Плейнфилде, Индиана.
С детских лет Такер увлекался спортом, он прекрасно играл в гольф и мог стать профессиональным бейсболистом, как и его отец, который был игроком в низших лигах. Одновременно у него проявлялась тяга к актёрской игре. Направляемый своей матерью, которая была певицей, он ещё подростком стал артистом развлекательного жанра в эстрадных шоу. В возрасте 14 лет он уже пел в вечерней программе на Всемирной выставке «Век прогресса» в Чикаго в 1933 году. Позднее вместе с семьёй он переехал в Арлингтон, Вирджиния.
В возрасте 15 лет Такер стал ведущим актёром в театре бурлеска «Старое веселье» в Вашингтоне. Однако через несколько месяцев руководство театра выяснило, что он слишком молод, и уволило его, предложив вернуться, когда станет старше. Такер не хотел возвращаться в школу, и вместо этого пошёл служить в армию, снова неверно назвав свой возраст. Он отслужил два года в артиллерии, после чего на своё 18-летие был демобилизован. Такер вернулся в театр «Старое веселье», где стал работать по ночам, одновременно завершая учёбу в школе в Арлингтоне.
После окончания школы в 1938 году Такер некоторое время играл в американский футбол на полупрофессиональном уровне в Арлингтоне. Он также записался в Национальную гвардию, и был приписан к кавалерийской части в Форт-Майере, Вирджиния.

## Карьера в кинематографе
В 1939 году студия Сэмюэла Голдвина пригласила Такера на роль в вестерне Уильяма Уайлера «Человек в Запада» (1940). Режиссёру был необходим актёр, который мог бы сыграть на равных сцену драки со звездой фильма Гэри Купером, рост которого составлял 192 сантиметра, и Такер с ростом 195 сантиметров и крепким телосложением идеально подошёл на эту роль. Воспользовавшись отпуском в театре, Такер приехал в Голливуд, чтобы сыграть эту роль, после чего решил остаться и продолжить карьеру в кинематографе.
В 1941 году Такер сыграл главную роль в своём единственном фильме, малобюджетном экшне студии Producers Releasing Corporation «Экстренная посадка» (1941), после чего подписал контракт с Columbia Pictures, дебютировав на студии в том же году в музыкальной комедии «Лу из Гонолулу» (1941).
Уже на следующий год Такер появился в десяти картинах, в том числе в таких престижных, как комедия «Моя сестра Эйлин» (1942) с Розалинд Расселл, где у него была эпизодическая роль, а также детективной мелодраме студии Metro-Goldwyn-Mayer «Хранитель пламени» (1942) с Кэтрин Хепбёрн и Спенсером Трейси, где Такеру досталась заметная роль второго плана. У него были также значимые роли в комедийных детективах «Бостонский Блэки направляется в Голливуд» (1942) с Честером Моррисом и «Контршпионаж» (1942) с Уорреном Уильямом, где Такер сыграл немецкого агента под прикрытием в Лондоне, который ведёт охоту за чертежами секретного английского вооружения.
Во время Второй мировой войны в 1943 году Такер оставил актёрскую профессию, чтобы повторно пойти служить в армию. Он был демобилизован в звании младшего лейтенанта в 1945 году, после чего вернулся в Голливуд.
Первой работой Такера после возвращения на Columbia стала классическая семейная картина «Оленёнок» (1946) с Грегори Пеком и Джейн Уаймен в главных ролях. В том же году Такер сыграл значимые роли второго плана в комедии «Никогда не говори прощай» (1946) с Эрролом Флинном и Элинор Паркер, а также в вестерне «Ренегаты» (1946) с Эвелин Кейс. У него также были главные роли в малобюджетных фильмах студии — комедии «Опасный бизнес» (1946) и музыкальной мелодраме «Разговор о леди» (1946). В 1947 году Такер сыграл единственную роль (второго плана) в вестерне «Стрелки» (1947) с участием Рэндольфа Скотта, а год спустя у него были роли в трёх вестернах категории В, наиболее значимым среди которых был независимый фильм «Коронер Крик» (1948), вновь с Рэндольфом Скоттом в главной роли.
В 1949 году Такер подписал контракт со студией Republic Pictures, где сразу же сыграл в одном из наиболее важных фильмов в своей карьере — военной драме «Пески Иводзимы» (1949). В этой картине Джон Уэйн исполнил главную роль требовательного командира взвода морских пехотинцев, под началом которого служит герой Такера. Между командиром и подчинённым поначалу складываются враждебные отношения, однако затем герой Такера осознаёт правоту действий своего начальника и приносит ему свои извинения. Фильм был номинирован на четыре «Оскара», в том числе Уэйну как лучшему актёру в главной роли. В том же году Такер сыграл роли второго плана в трёх малозначимых вестернах студии Republic — «Адский огонь» (1949), «Бримстоун» (1949) и «Последний бандит» (1949).
Войдя в число звёзд студии Republic, Такер сыграл вторую главную мужскую роль в вестерне «Человек из Невады» (1950) с Рэндольфом Скоттом и Дороти Мэлоун, а также главные роли в вестернах «Дорога на Рок-Айленд» (1950) и «Калифорнийский проход» (1950), где его партнёршей была Адель Мара. Год спустя Такер сыграл в вестернах «Тропа войны» (1951) с Эдмондом О’Брайеном и «О! Сузанна» (1951) с Родом Камероном, а также в криминальном триллере «Встречные ветра» (1951) с Джоном Пейном и Рондой Флеминг и военной драме «Далёкая синяя высь» (1951).
Ещё через год у Такера были вторые главные роли в вестернах «Загнать человека» (1951) с Брайаном Донлеви и Эллой Рейнс, «Монтана Белль» (1952) с Джейн Расселл и «Пылающее перо» (1952) со Стерлингом Хейденом. В этот год Такер также сыграл в военной драме «Горны после полудня» (1952) с Рэем Милландом, приключенческой мелодраме «Ураган Смит» (1952) с Ивонн Де Карло и Джоном Айрлендом, а также в фильме нуар «Бандитская империя» (1952), где у него была роль подручного главаря мафиозной банды, контролирующей азартные игры в городе. Оценивая фильм, среди прочих актёров кинокритик «Нью-Йорк таймс» Энтони Вейлер положительно отозвался и об игре Такера «в роли грубого и жестокого подручного Адлера».
Наиболее значимым фильмом Такера в 1953 году стал вестерн «Пони Экспресс» (1953) с Чарльтоном Хестоном и Рондой Флеминг в главных ролях, где у него была вторая главная роль. Он также сыграл главные и вторые главные роли в военной мелодраме «Воздушная медсестра» (1953) с Джоан Лесли, «Сан-Энтон» (1953) с Родом Камероном, а год спустя — в вестерне «Юбилейный путь» (1954) и в комедии «Неприятности в долине» (1954), где его партнёрами были Орсон Уэллс и Виктор Маклаглен.
В 1955 году на счету Такера было шесть фильмов, среди них вестерны «Гнев на рассвете» (1955) с Рэндольфом Скоттом и «Исчезающие американцы» (1955) со Скоттом Брейди, а также фильм нуар «Стукач» (1955), в котором Такер сыграл одну из главных ролей главаря банды, торгующей контрафактным алкоголем. У актёра также были главные роли в двух менее значимых фильмах — триллерах «Разрыв круга» (1955) и «Ночная перевозка» (1955).
После роли второго плана в вестерне категории А «Три жестоких человека» (1956) с Чарльтоном Хестоном и Энн Бакстер у Такера была главная роль в малобюджетном вестерне «Дилижанс во Фьюри» (1956). В 1957 году Такер сыграл главные роли в вестернах «Зверобой» (1957) и «На прицеле» (1957), после чего отправился в Великобританию, чтобы сыграть одну из главных ролей в приключенческом фильме ужасов «Снежный человек» (1957), где его партнёром был Питер Кушинг. Год спустя Такер сыграл главные роли ещё в двух британских фантастических хоррорах — «Странный мир планеты Икс» (1958) и «Ужас Тролленберга» (1958). Как отмечает историк кино Брюс Эдер в этих трёх фантастических фильмах Такер «каждый раз играл совершенно разную роль и разным образом, но всегда это было очень искренно, и это передавалось зрителям».
По возвращении на родину Такер сыграл главные роли в вестернах «Форт павших» (1958) с Джоэлом Маккри и «Дым оружия в Тусоне» (1958) с Марком Стивенсом. Он также сыграл, вероятно, одну из своих лучших ролей в комедии Warner Bros «Тётушка Мейм» (1958) с Розалинд Расселл в заглавной роли, который стал самым прибыльным фильмом года в США и был номинирован на шесть «Оскаров», в том числе как лучший фильм. Комическая роль в этом фильме предвосхитила, вероятно, самый успешный образ Такера, который актёр создаст в ситкоме «Отряд Ф».
В 1959 году режиссёр Мортон Де Коста, поставивший «Тётушку Мейм», впечатлённый созданным Такером образом «весёлого, игривого романтического торгаша», пригласил его на роль профессора Гарольда Хилла в гастролирующей постановке комедии «Музыкант». В итоге на протяжении последующих трёх с половиной лет Такер сыграл эту роль более 2000 раз в разных городах страны. Позднее Такер вспоминал: «Когда после четырёх лет гастролей мы закрыли „Музыканта“, я подумал, что больше никогда мне не будет так хорошо. Я думал, что остаток моей жизни покатится вниз. Но я ошибался».
После завершения работы над «Музыкантом» в 1964 Такер перебрался на Бродвей, чтобы играть главную роль в спектакле «Честная игра для влюблённых» (1964), который однако был закрыт после восьми представлений.
В 1968 году Такер вернулся в кинематограф, сыграв одну из главных ролей в популярной комедии «Ночь, когда наехали на заведение Мински» (1968), за которой последовал вестерн «Чизам» (1970)с Джоном Уэйном в главной роли, где Такер был основным злодеем. Другими значимыми фильмами Такера 1970-х годов стали вестерн «Паромщик» (1970), детективная комедия с Бобом Хоупом «Отмените мой заказ» (1972), мелодрама «Дикие Макколахи» (1975) и криминальный экшн «Широко шагая 3» (1977). После небольшого перерыва, вызванного работой на телевидении, Такер сыграл свои последние роли в кино в мелодраме «Редкая порода» (1986) и фантастическом триллере «Шумная перевозка» (1987).

## Карьера на телевидении
Такер впервые появился на телевидении в 1950 году в программе «Телетеатр „Шевроле“», после чего на протяжении десятилетия участвовал во многих телепостановках, выходивших в прямом эфире, после чего стал играть роли гостевой звезды в мелодрамах и вестернах. Среди первых его сериалов — «Театр звёзд „Шлитц“» (1954), «Свидание с приключением» (1956) и «Роберт Монтгомери представляет» (1956). В 1955—1956 годах Такер играл одну из двух главных ролей в комедийном телесериале «Кранч и Дес» (1955—1956, 39 эпизодов), после чего сыграл в сериалах «Видеотеатр „Люкс“» (1956—1957), «Телевизионный театр „Форда“» (1957), «Кульминация» (1957), «Театр „Дженерал Электрик“» (1958) и «Караван повозок» (1958)
Спектакль «Музыкант» (1959—1964) открыл новую фазу в карьере Такера, основным амплуа которого стал лукавый торгаш. Именно в этом качестве телевизионное подразделение Warner Bros взяло его на роль сержанта Моргана О’Рурка, «очаровательно вороватого кавалериста времён после Гражданской войны», в комедийный вестерн-сериал «Отряд Ф» (1965—1967, 85 эпизодов), который выходил на канале ABC. Эта роль стала, вероятно, самой известной в творческой биографии Такера. Как отметил обозреватель Эдвард Хобсон в «Нью-Йорк таймс», «более всего Такер известен по роли комично интригующего сержанта Моргана О’Рурка», который, по словам «Лос-Анджелес таймс», «был больше занят продажей индейских безделушек туристам, посещающим форт Каридж, чем борьбой с индейцами». «Лос-Анджелес таймс» далее указывает, что «сериал стал культовым фаворитом на местных каналах». Действительно, по словам историка кино Брюса Эдера, «хотя этот сериал выходил на экраны только на протяжении двух сезонов, однако после этого он в течение нескольких десятилетий неоднократно повторялся по местным сетям, и именно роль О’Рурка стала наиболее плотно идентифицироваться с Такером до конца его жизни».
Помимо комедийных ролей Такер «иногда брал более жёсткие роли, которые уводили его от комедийного жанра». Так, в одном из лучших эпизодов вестерн-сериала «Хондо» (1967) он сильно сыграл полковника Уильяма Кларка. Он также запомнился серьёзной ролью в эпизоде драматического сериала о кинобизнесе «Мир Брэкена» (1970).
Позднее Такер имел постоянные роли в комедийном вестерн-сериале «Путь Дасти» (1973—1974, 26 эпизодов) и семейной комедии «Охотники за привидениями» (1975, 15 эпизодов). Он также сыграл гостевые роли в сериалах «Доктор Килдэр» (1963), «Сыромятная плеть» (1963), «Правосудие Берка» (1964), «Виргинец» (1965), «Дымок из ствола» (1965—1972), «Дэниел Бун» (1967—1968), «Айронсайд» (1970), «Любовь по-американски» (1970—1971), «Медицинский центр» (1970—1971), «Бонанза» (1971), «Доктор Маркус Уэлби» (1974), «Коджак» (1976), «Женщина-полицейский» (1978), «Остров фантазий» (1979—1981), «Элис» (1979), «Фло» (1980), «Лодка любви» (1980—1983) и «Она написала убийство» (1984).

## Актёрское амплуа и оценка творчества
Форрест Такер был высоким (195 см), атлетически сложенным, грубовато привлекательным, шумным актёром, который на протяжении своей более чем 40-летней карьеры «ярко и колоритно» проявил себя в бурлеске, кино, театре и на телевидении.
За свою кинокарьеру, которая началась в 1939 году и охватила почти четыре десятилетия, Такер сыграл более чем в 80 фильмах в диапазоне от легкой комедии до военной драмы. Подъём в его карьере наступил в 1950-е годы. Вначале Такер много играл в вестернах, а также в приключенческих фильмах и экшнах, часто чередуя роли бандитов или злодеев с ролями героев. Эта работа обеспечила Такеру крепкую базу поклонников, и к середине 1950-х годов он был одним из самых коммерчески привлекательных актёров. Это стало приносить ему более значительные роли и в более качественных картинах. В этот период Такер исполнил главные роли в десятках картин как в США, так и в Великобритании.
При этом сам Такер продолжал считать себя скорее артистом развлекательного жанра, чем серьёзным драматическом актёром. Более всего Такера помнят как хитрого, вороватого сержанта Моргана О’Рурка в кавалерийском ситкоме «Отряд Ф», действие которого происходит после окончания Гражданской войны в США.
По мнению историка кино Брюса Эдера, Такер «занимает странную нишу в кино — хотя он и не был главным актёром фильмов категории А, он тем не менее, стал заметной звездой фильмов категории В и даже завлекательным именем, которое могло привлечь публику в кинотеатры на картины определённого типа». Такер считал себя последним представителем выводка «уродливых парней», которые не переживали по поводу своей внешности. Он говорил: «Я знаю, как произносить текст, как сделать сцену. Дайте мне делать основное. Пусть другие думают о том, как быть красивыми».

## Личная жизнь
Форрест Такер был женат четыре раза. С 1940 года и вплоть до развода в 1950 году Такер был женат на Сандре Джолли, в этом браке родилась дочь Брук Такер (1944), которая стала актрисой и художницей. В 1951 году Такер женился на Мерилин Джонсон, этот брак закончился смертью жены в 1960 году. В 1961 году Такер женился на Мерилин Фиск, с которой развёлся в 1985 году, в этом браке родилось 2 детей, дочь Синтия и сын Шон. С апреля 1986 года и вплоть до своей смерти в октябре 1986 года Такер был женат на Шиле Форбс.
В течение многих лет Такер страдал от проблем с алкоголем. В последние годы жизни он взял эту проблему под контроль и даже готовился к возвращению в шоу-бизнес. В частности, шла речь о возрождении «Отряда Ф» в форме фильма, однако в этот момент ему поставили диагноз рак лёгких и эмфизема. Впервые его ухудшившееся состояние было отмечено 22 августа 1986 года, когда он потерял сознание и был госпитализирован по пути на церемонию открытия собственной звезды в Голливудской «Аллее славы».

## Смерть
Форрест Такер умер 25 октября 1986 года в больнице дома кинематографистов в Вудленд-Хиллз, Лос-Анджелес, Калифорния, от рака лёгких и эмфиземы, ему было 67 лет.

## Фильмография
| Год        |    | Русское название                        | Оригинальное название                | Роль                                             |
| ---------- | -- | --------------------------------------- | ------------------------------------ | ------------------------------------------------ |
| 1940       | ф  | Человек с Запада                        | The Westerner                        | Уэйд Харпер                                      |
| 1941       | ф  | Экстренная посадка                      | Emergency Landing                    | Джерри Бартон                                    |
| 1941       | ф  | Новое вино                              | New Wine                             | Моритц                                           |
| 1941       | ф  | Лу из Гонолулу                          | Honolulu Lu                          | Барни                                            |
| 1942       | ф  | Закрой мой большой рот                  | Shut My Big Mouth                    | Ред                                              |
| 1942       | ф  | Зона канала                             | Canal Zone                           | новобранец Мадиган                               |
| 1942       | ф  | Бродягя, бродяга, бродяга!              | Tramp, Tramp, Tramp!                 | белокурый бомбист                                |
| 1942       | ф  | Нападение на подводную лодку            | Submarine Raider                     | Пуласки                                          |
| 1942       | ф  | Медсестра с парашютом                   | Parachute Nurse                      | лейтенант Такер                                  |
| 1942       | ф  | Контршпионаж                            | Counter-Espionage                    | Антон Шугг                                       |
| 1942       | ф  | Бостонский Блэки едет в Голливуд        | Boston Blackie Goes Hollywood        | Уиппер                                           |
| 1942       | ф  | Хранитель пламени                       | Keeper of the Flame                  | Джеффри «Джеф» Мидфорд                           |
| 1942       | ф  | Разговор о леди                         | Talk About a Lady                    | Барт Мэннерс                                     |
| 1942       | ф  | Моя сестра Эйлин                        | My Sister Eileen                     | рабочий (в титрах не указан)                     |
| 1942       | ф  | Дух Станфорда                           | The Spirit of Stanford               | Базз Костелло (в титрах не указан)               |
| 1946       | ф  | Человек, который осмелился              | The Man Who Dared                    | Ларри Джеймс                                     |
| 1946       | ф  | Ренегаты                                | Renegades                            | Фрэнк Дэмброу                                    |
| 1946       | ф  | Опасное дело                            | Dangerous Business                   | Клэйтон Расселл                                  |
| 1946       | ф  | Никогда не говори прощай                | Never Say Goodbye                    | фенвик Лонковски                                 |
| 1946       | ф  | Оленёнок                                | The Yearling                         | Лем Форрестер                                    |
| 1947       | ф  | Стрелки                                 | Gunfighters                          | Бен Оркатт                                       |
| 1948       | ф  | Приключения в Сильверадо                | Adventures in Silverado              | Зик Батлер                                       |
| 1948       | ф  | Коронер Крик                            | Coroner Creek                        | Эрни Комбс                                       |
| 1948       | ф  | Два парня из Техаса                     | Two Guys from Texas                  | «Текс» Беннетт                                   |
| 1948       | ф  | Грабители                               | The Plunderers                       | Уит Лейси                                        |
| 1949       | ф  | Последний бандит                        | The Last Bandit                      | Джим Пламмер                                     |
| 1949       | ф  | Большой кот                             | The Big Cat                          | Джил Хоукс                                       |
| 1949       | ф  | Адский огонь                            | Hellfire                             | маршал Баки Маклин                               |
| 1949       | ф  | Бримстоун                               | Brimstone                            | шериф Генри Макинтайр                            |
| 1949       | ф  | Пески Иводзимы                          | Пески Иво Джимы                      | рядовой Эл Томас                                 |
| 1950       | ф  | Человек из Невады                       | The Nevadan                          | Том Таннер                                       |
| 1950       | ф  | Путь на Рок-айленд                      | Rock Island Trail                    | Рид Лумис                                        |
| 1950       | ф  | Калифорнийский проход                   | California Passage                   | Майк Прескотт                                    |
| 1950       | с  | Телетеатр «Шевроле»                     | The Chevrolet Tele-Theatre           | (1 эпизод)                                       |
| 1951       | ф  | Тропа войны                             | Warpath                              | сержант О’Хара                                   |
| 1951       | ф  | О! Сюзанна                              | Oh! Susanna                          | подполковник Унгер                               |
| 1951       | ф  | Сражающаяся Береговая охрана            | Fighting Coast Guard                 | Билл Рурк                                        |
| 1951       | ф  | Встречные ветра                         | Crosswinds                           | Джеральд «Джамбо» Джонсон                        |
| 1951       | ф  | Далёкая синяя высь                      | The Wild Blue Yonder                 | майор Том Вест                                   |
| 1951       | ф  | Горны после полудня                     | Bugles in the Afternoon              | Донован                                          |
| 1952       | ф  | Пламенеющее перо                        | Flaming Feather                      | лейтенант Том Блейн                              |
| 1952       | ф  | Бандитская империя                      | Hoodlum Empire                       | Чарли Пигнаталли                                 |
| 1952       | ф  | Ураган Смит                             | Hurricane Smith                      | Дэн Макгуайр                                     |
| 1952       | ф  | Монтана Белль                           | Montana Belle                        | Мак                                              |
| 1952       | ф  | Загнать человека                        | Ride the Man Down                    | Сэм Денфелсер                                    |
| 1953       | ф  | Сан-Антон                               | San Antone                           | лейтенант Брайан Калвер                          |
| 1953       | ф  | Пони Экспресс                           | Pony Express                         | Дикий Билл Хикок                                 |
| 1953       | ф  | Смеющаяся Анна                          | Laughing Anne                        | Джем Фаррелл                                     |
| 1953       | ф  | Медсестра на борту                      | Flight Nurse                         | капитан Билл Итон                                |
| 1954       | ф  | Путь на Джубили                         | Jubilee Trail                        | Джон Айверс                                      |
| 1954       | ф  | Неприятности в долине                   | Trouble in the Glen                  | майор Джим «Лэнс» Лэнсинг                        |
| 1954       | с  | Театр звёзд «Шлитц»                     | Schlitz Playhouse of Stars           | Стив Макгрегор (1 эпизод)                        |
| 1955       | ф  | Разомкнутый круг                        | Break in the Circle                  | капитан Скип Морган                              |
| 1955       | ф  | Гнев на рассвете                        | Rage at Dawn                         | Фрэнк Рино                                       |
| 1955       | ф  | Стукач                                  | Finger Man                           | Датч Беккер                                      |
| 1955       | ф  | Ночная транспортировка                  | Night Freight                        | Майк Питерс                                      |
| 1955       | ф  | Исчезающие американцы                   | The Vanishing American               | Морган                                           |
| 1955       | ф  | Парижские безумства 1956 года           | Paris Follies of 1956                | Дэн Брэдли                                       |
| 1955 —1956 | с  | Кранч и Дес                             | Crunch and Des                       | Кранч Адамс (39 эпизодов)                        |
| 1956       | ф  | Три жестоких человека                   | Three Violent People                 | помощник комиссара Кейбл                         |
| 1956       | ф  | Дилижанс во Фьюри                       | Stagecoach to Fury                   | Фрэнк Таунсенд                                   |
| 1956       | с  | Роберт Монтгомери представляет          | Robert Montgomery Presents           | Боб Слейтер (1 эпизод)                           |
| 1956       | с  | Свидание с приключением                 | Appointment with Adventure           | (1 эпизод)                                       |
| 1956 —1957 | с  | Видеотеатр «Люкс»                       | Lux Video Theatre                    | разные роли (2 эпизода)                          |
| 1957       | ф  | На прицеле                              | The Quiet Gun                        | шериф Карл Брэндон                               |
| 1957       | ф  | Снежный человек                         | The Abominable Snowman               | Том Френд                                        |
| 1957       | ф  | Зверобой                                | The Deerslayer                       | Гарри Марч                                       |
| 1957       | с  | Телевизионный театр «Форда»             | The Ford Television Theatre          | Ред Хили (1 эпизод)                              |
| 1957       | с  | Кульминация                             | Climax!                              | Чипс Мерфи (1 эпизод)                            |
| 1957       | с  | Час «Кайзер Алуминум»                   | The Kaiser Aluminum Hour             | Харлан Тэтчер (1 эпизод)                         |
| 1957—1963  | с  | Шоу Рэда Скелтона                       | The Red Skelton Show                 | разные роли (2 эпизода)                          |
| 1958       | ф  | Форт павших                             | Fort Massacre                        | Макгарни                                         |
| 1958       | ф  | Странный мир планеты Икс                | The Strange World of Planet X        | Джил Грэм                                        |
| 1958       | ф  | Девушка в лесу                          | Girl in the Woods                    | Стив Кори                                        |
| 1958       | ф  | Ужас Тролленберга                       | The Trollenberg Terror               | Алан Брукс                                       |
| 1958       | ф  | Тётушка Мэйм                            | Auntie Mame                          | Борегар Джексон Пиккетт Бёрнсайд                 |
| 1958       | ф  | Дым оружия в Тусоне                     | Gunsmoke in Tucson                   | Джон Бразос                                      |
| 1958       | с  | Караван повозок                         | Wagon Train                          | Рекс Монтана (1 эпизод)                          |
| 1958       | с  | Театр «Дженерал Электрик»               | General Electric Theater             | Фрэнк Марлоу (1 эпизод)                          |
| 1959       | ф  | Контрзаговор                            | Counterplot                          | Брок Миллер                                      |
| 1959       | с  | Специальный агент 7                     | Special Agent 7                      | Скунер (1 эпизод)                                |
| 1963       | с  | Ченнинг                                 | Channing                             | майор Дон Лэндон (1 эпизод)                      |
| 1963       | с  | Доктор Килдэр                           | Dr. Kildare                          | Макс Бимис (1 эпизод)                            |
| 1963       | с  | Широкий край                            | Wide Country                         | Линн Хорн (1 эпизод)                             |
| 1963       | с  | Сыромятная плеть                        | Rawhide                              | Дэн Карлок (1 эпизод)                            |
| 1963       | с  | Дни в Долине Смерти                     | Death Valley Days                    | Боб Дэлтон (1 эпизод)                            |
| 1964       | с  | Правосудие Берка                        | Burke's Law                          | Сайрус Сматс (1 эпизод)                          |
| 1965       | с  | Виргинец                                | The Virginian                        | Мартин Эверс (1 эпизод)                          |
| 1965       | с  | Люди Слэттери                           | Slattery's People                    | Билл Бейли (1 эпизод)                            |
| 1965— 1967 | с  | Отряд «Ф»                               | F Troop                              | сержант Морган О’Рурк (65 эпизодов)              |
| 1965—1972  | с  | Дымок из ствола                         | Gunsmoke                             | разные роли (5 эпизодов)                         |
| 1966       | ф  | Не переживай, мы подумаем над названием | Don't Worry, We'll Think of a Title  | романтичный посетитель кафе (в титрах не указан) |
| 1967       | с  | Хондо                                   | Hondo                                | полковник Уильям Куантрилл (1 эпизод)            |
| 1967       | с  | Диснейленд                              | Disneyland                           | Тёрки Нек (2 эпизода)                            |
| 1967—1968  | с  | Дэниэл Бун                              | Daniel Boone                         | Джо Снэг (2 эпизода)                             |
| 1968       | ф  | Ночь, когда наехали на заведение Мински | The Night They Raided Minsky's       | Трим Хулихэн                                     |
| 1969       | тф | Доктор                                  | Doc                                  | доктор Джейсон Филлмор                           |
| 1969       | тф | Вздорный человек                        | The Flim-Flam Man                    | Мордекай Джонс                                   |
| 1970       | ф  | Паромщик                                | Barquero                             | Маунтин Фил                                      |
| 1970       | ф  | Чизам                                   | Chisum                               | Лоренс Мёрфи                                     |
| 1970       | с  | Айронсайд                               | Ironside                             | Милт Стейн (1 эпизод)                            |
| 1970       | с  | Мир Брэкена                             | Bracken's World                      | Джим ГРендж (1 эпизод)                           |
| 1970—1971  | с  | Медицинский центр                       | Medical Center                       | разные роли (2 эпизода)                          |
| 1970 —1971 | с  | Любовь по-американски                   | Love, American Style                 | разные роли (2 эпизода)                          |
| 1971       | тф | «Монсанто» представляет Манчини         | Monsanto Presents Mancini            | комик                                            |
| 1971       | тф | Кот Балу                                | Cat Ballou                           | Кид Шелин                                        |
| 1971       | с  | Суть дела                               | The Name of the Game                 | шериф Эд Уолш (1 эпизод)                         |
| 1971       | с  | Бонанза                                 | Bonanza                              | Фрэнк Райан (1 эпизод)                           |
| 1971       | с  | Ночная галерея                          | Night Gallery                        | доктор Эрнест Стрингфеллоу (1 эпизод)            |
| 1971       | с  | Прозвища Смит и Джонс                   | Alias Smith and Jones                | помощник шерифа Харкер Уилкинс (1 эпизод)        |
| 1971       | с  | Округ Кейда                             | Cade's County                        | Уорд Фаррелл (1 эпизод)                          |
| 1972       | тф | Добро пожаловать домой, Джонни Бристол  | Welcome Home, Johnny Bristol         | Гарри Макмартин                                  |
| 1972       | тф | Коломбо: План убийства                  | Columbo: Blueprint for Murder        | Бу Уиллиамсон                                    |
| 1972       | ф  | Отмените заказ                          | Cancel My Reservation                | Риз                                              |
| 1972       | тф | Шаги                                    | Footsteps                            | Брэдфорд Эммонс                                  |
| 1972       | с  | Норман Корвин представляет              | Norman Corwin Presents               | Джим Тайлер (1 эпизод)                           |
| 1973       | тф | Джаретт                                 | Jarrett                              | священник Вокал Симпсон                          |
| 1973—1974  | с  | Путь Дасти                              | Dusty's Trail                        | мистер Каллахан (26 эпизодов)                    |
| 1974       | с  | Доктор Маркус Уэлби                     | Marcus Welby, M.D.                   | офицер Эндрю Стюарт (1 эпизод)                   |
| 1975       | ф  | Дикие Маккалохи                         | The Wild McCullochs                  | Джей Джей Маккалох                               |
| 1975       | с  | Маленький домик в прериях               | Little House on the Prairie          | Джим Тайлер (1 эпизод)                           |
| 1975       | с  | Охотники за привидениями                | The Ghost Busters                    | Конг (15 эпизодов)                               |
| 1976       | ф  | Самый психованный караван на Западе     | The Wackiest Wagon Train in the West | погонщик фургона Калахан (хроника)               |
| 1976       | с  | Коджак                                  | Kojak                                | детектив Пол Закари (1 эпизод)                   |
| 1976       | с  | Спецназ                                 | S.W.A.T.                             | Оуэн Фиск (2 эпизода)                            |
| 1976       | с  | Эллери Куин                             | Ellery Queen                         | Клинт Макгроу (1 эпизод)                         |
| 1976       | с  | Бионическая женщина                     | The Bionic Woman                     | Джей Т. Коннорс (1 эпизод)                       |
| 1976       | с  | Бывший орел                             | Once an Eagle                        | полковник Эйвери (4 эпизода)                     |
| 1977       | ф  | Широко шагая 3                          | Final Chapter: Walking Tall          | дед Пассер                                       |
| 1977       | тф | Невероятная гонка в Скалистых горах     | Incredible Rocky Mountain Race       | Майк Финк                                        |
| 1977       | с  | Жизнь и времена Гриззли Адамса          | The Life and Times of Grizzly Adams  | Эрни (1 эпизод)                                  |
| 1978       | тф | Настоящий американский герой            | A Real American Hero                 | Карл Пассер                                      |
| 1978       | с  | Женщина-полицейский                     | Police Woman                         | О’Малли (1 эпизод)                               |
| 1979       | тф | Мятежники                               | The Rebels                           | Ангус Флетчер                                    |
| 1979       | с  | Элис                                    | Alice                                | Эдсел Джарвис Каслберри (1 эпизод)               |
| 1979 —1981 | с  | Остров фантазий                         | Fantasy Island                       | разные роли (2 эпизода)                          |
| 1980       | с  | Фло                                     | Flo                                  | Джарвис Каслберри (2 эпизода)                    |
| 1980—1983  | с  | Лодка любви                             | The Love Boat                        | разные роли (3 эпизода)                          |
| 1981       | тф | Приключения Гекльберри Финна            | The Adventures of Huckleberry Finn   | Дюк                                              |
| 1982       | с  | Мэтт Хьюстон                            | Matt Houston                         | Бак Тёрли(1 эпизод)                              |
| 1982       | с  | Неприлично богат                        | Filthy Rich                          | Большой Гай Бек (2 эпизода)                      |
| 1983       | тф | Кровная вражда                          | Blood Feud                           | Линдон Б. Джонсон                                |
| 1984       | ф  | Редкая порода                           | Rare Breed                           | Джесс Катлер                                     |
| 1984       | с  | Она написала убийство                   | Murder, She Wrote                    | Том Кэссиди (1 эпизод)                           |
| 1986       | ф  | Шумная перевозка                        | Thunder Run                          | Чарли Моррисон                                   |
| 1987       | тф | Путешественники во времени              | Timestalkers                         | Тексас Джон Коди                                 |